# Македонски българи
Вижте пояснителната страница за други значения на Македонци.
Македонците или Македонските българи, понякога наричани Македоно-българи, Македо-българи или Българо-македонци, са регионална етнографска група на етническите българи, населяващи или произхождащи от географската област Македония. Днес, голямата част от това население е съсредоточена в Благоевградска област в България, но немалка част е разпространена в останалите части на страната и в диаспората.

## История
Славяноговорещото население в областта Македония винаги е наричано българско, както между себе си, така и от чужденците, и с това име те са известни поне от началото на X век до средата на XX век. Според Енциклопедия Британика (11 издание), в началото на XX век македонските българи са мнозинството от населението на цялата област Македония, тогава част от Османската империя. Дейността на Българската екзархия тогава цели да разграничи българите от гръцките и сръбските популации на етническа и лингвистична основа, осигурявайки откритото отстояване на българската национална идентичност. Едно основно различие между политическите програми на местната интелигенция обаче е ясно. Македонските гърци и сърби следват изцяло директивите на съответните центрове на национална агитация, докато за българите понятието македонец придобива значението на определена политическа лоялност, която постепенно се надгражда до определено чувство на регионална идентичност.
Балканските войни 1912 - 1913 година и Първата световна война 1914 - 1918 година оставят областта Македония разделена между Гърция, Сърбия и България и довеждат до значителни промени в етническия ѝ състав. Първоначалният ефект от това разделяне е националистическите кампании в областите под гръцка и сръбска администрация, които прогонват българските духовници и учители, затварят българските училища и църкви. Впоследствие значителна част от славянското население на Гръцка (Егейска Македония) и Сръбска (Вардарска Македония) се изселват в България или са принудително заселени там според клаузите на международни договори (Ньойски договор и Спогодба „Калфов-Политис“). В Гърция македонските славяни са определени като „Гърци славофони“, докато в Сърбия (по-късно Югославия) са третирани като „южни сърби“. И в двете държави училищата и различните медии са използвани, за да разпространяват националните идеологии и идентичност, а също и езика на новите управляващи народи. Тези културни мерки са подсилени със стъпки за промяна на състава на населението: сръбски колонисти са заселени във Вардарска Македония, докато в Гръцка Македония масово са заселени гръцки бежанци от Мала Азия, което в значителна степен превръща славянското население в малцинство.
Въпреки някои опити за разграничаване на идентичността на македонските славяни от българите от края на XIX век и въпреки мъглавяното национално съзнание на известна част от славяните в Македония, повечето изследователи смятат, че мнозинството от тях запазват българското национално чувство поне до средата на 40-те години на XX век, когато българските войски заемат по-голямата част от тези територии и са посрещнати като освободители. Пробългарските чувства сред метните славяни преобладава както в Гърция, така и в Югославия. След края на Втората световна война и българското оттегляне от тези земи, на база силното регионално македонско самосъзнание започва процес на етногезенис, в който е формирана отделна македонска идентичност. Като цяло се приема, че преди това значително македонско самосъзнание не съществува. По това време дори политическите организации на македонските славяни в емиграция като Македонската патриотична организация също подкрепят идеята, че македонските славяни са българи. Процесът по изграждане на нацията е политически мотивиран и по-късно подсилен от силния антибългаризъм и проюгославизма. Новите власти започват политика за премахване на всякакво българско влияние и създават различно славянско самосъзнание, което ще насърчи идентификацията с Югославия.
Със създаването на Социалистическа република Македония са взети мерки, които да превъзмогнат пробългарските чувства сред населението. До края на десетилетието хората с открито българско самосъзнание са преследвани и потискани. Според български източници повече от 100 000 души са арестувани и около 1 200 видни българи са осъдени на смърт. В допълнение, непоследователната политика по отношение на македонските българи на БКП от това време, оставя объркани множеството независими изследователи и наблюдатели, включително част от населението в Пиринска Македония. Практически като последствие останалата част от тези хора, с изключение на тези в българската част, са македонизирани или гърцизирани.
Въпреки това в Северна Македония и Гърция все още живеят хора с българско самосъзнание или поне с българофилски настроения. След приемането на България в Европейския съюз над 50 000 граждани на Северна Македония са кандидатствали и очакват българско гражданство. За да получат такова, те трябва да подпишат документ, в който да признаят българския си произход. Общо над 100 000 северномакедонски граждани са получили такова към 2023 година. Все пак, този феномен не дава точна представа за това колко от тях имат българско национално чувство, тъй като е широко разпространо мнението, че го правят по икономически причини.